# Кліводин
Клі́водин — село в Україні, у Кіцманській міській громаді Чернівецького району Чернівецької області.

## Географія
На північний схід від села розташовані ландшафтні заказники «Совицькі болота» і «Совицький рів», а також карстово-спелеологічна пам'ятка природи «Совицькі понори»; на південь — Кліводинський орнітологічний заказник.

## Історія
1508 року перша письмова згадка про село Кліводин.
З 24 серпня 1991 року село перебувало у складі Кіцманського району, Чернівецької області.
8 серпня 2017 року, в ході децентралізації та об'єднання сільських рад, село увійшло до Кіцманської міської громади.
17 липня 2020 року, в результаті адміністративно-територіальної реформи та ліквідації Кіцманського району, село увійшло до складу Чернівецького району.

## Населення
Національний склад населення за даними перепису 1930 року у Румунії:
| Національність | Кількість осіб | Відсоток |
| -------------- | -------------- | -------- |
| українці       | 1947           | 97,25 %  |
| євреї          | 46             | 2,30 %   |
| росіяни        | 5              | 0,25 %   |
| румуни         | 2              | 0,10 %   |
| поляки         | 2              | 0,10 %   |

Мовний склад населення за даними перепису 1930 року:
| Мова       | Кількість осіб | Відсоток |
| ---------- | -------------- | -------- |
| українська | 1947           | 97,25 %  |
| їдиш       | 46             | 2,30 %   |
| російська  | 5              | 0,25 %   |
| румунська  | 2              | 0,10 %   |
| польська   | 2              | 0,10 %   |

### Мова
Розподіл населення за рідною мовою за даними перепису 2001 року:
| Мова       | Кількість | Відсоток |
| ---------- | --------- | -------- |
| українська | 1693      | 99.35%   |
| російська  | 10        | 0.59%    |
| румунська  | 1         | 0.06%    |
| Усього     | 1704      | 100%     |

## Галерея

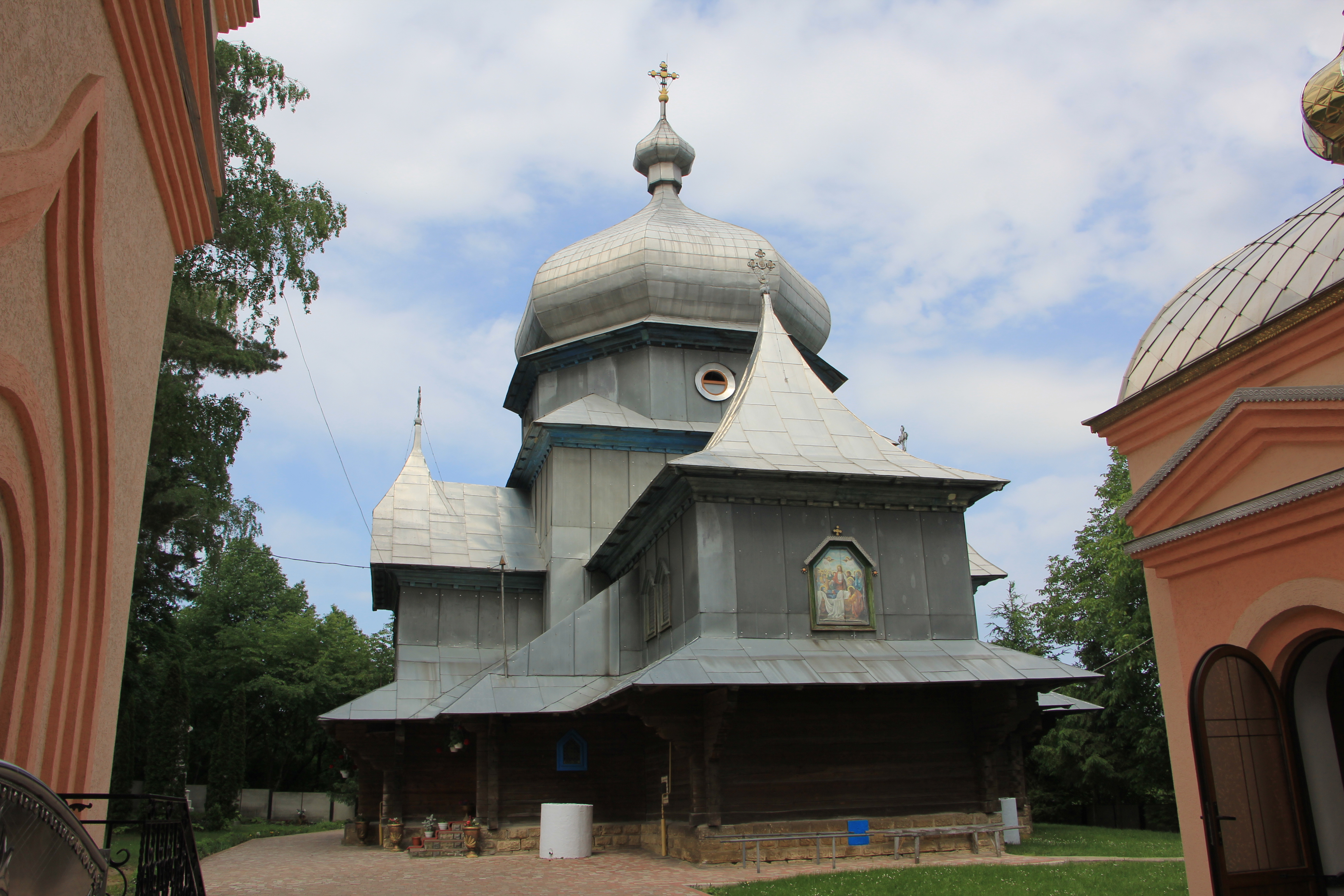
Церква Успіння Пр. Богородиці 1905 в с. Кліводин
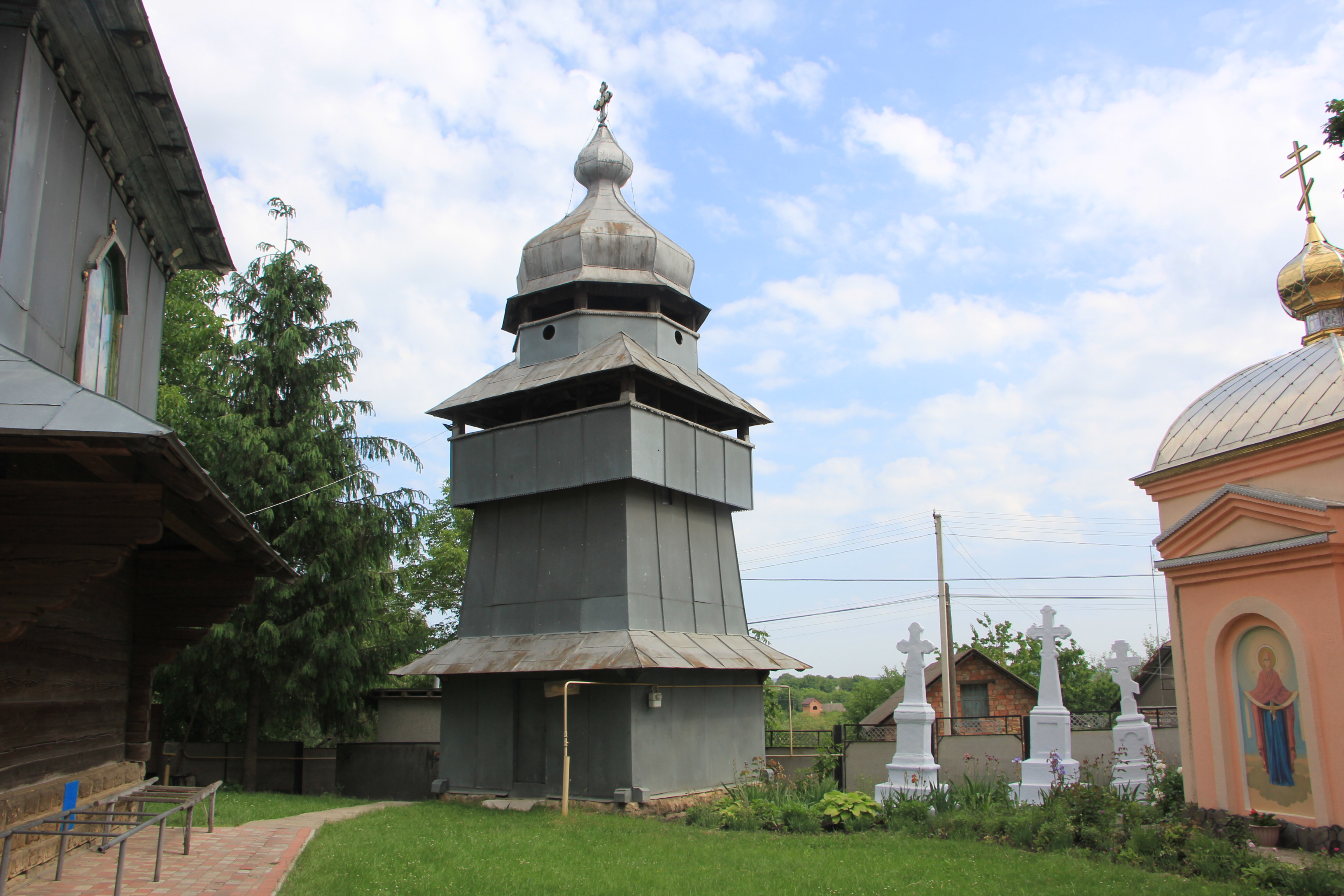
Церква Успіння Пр. Богородиці 1905 в с. Кліводин. Дерев'яна дзвіниця
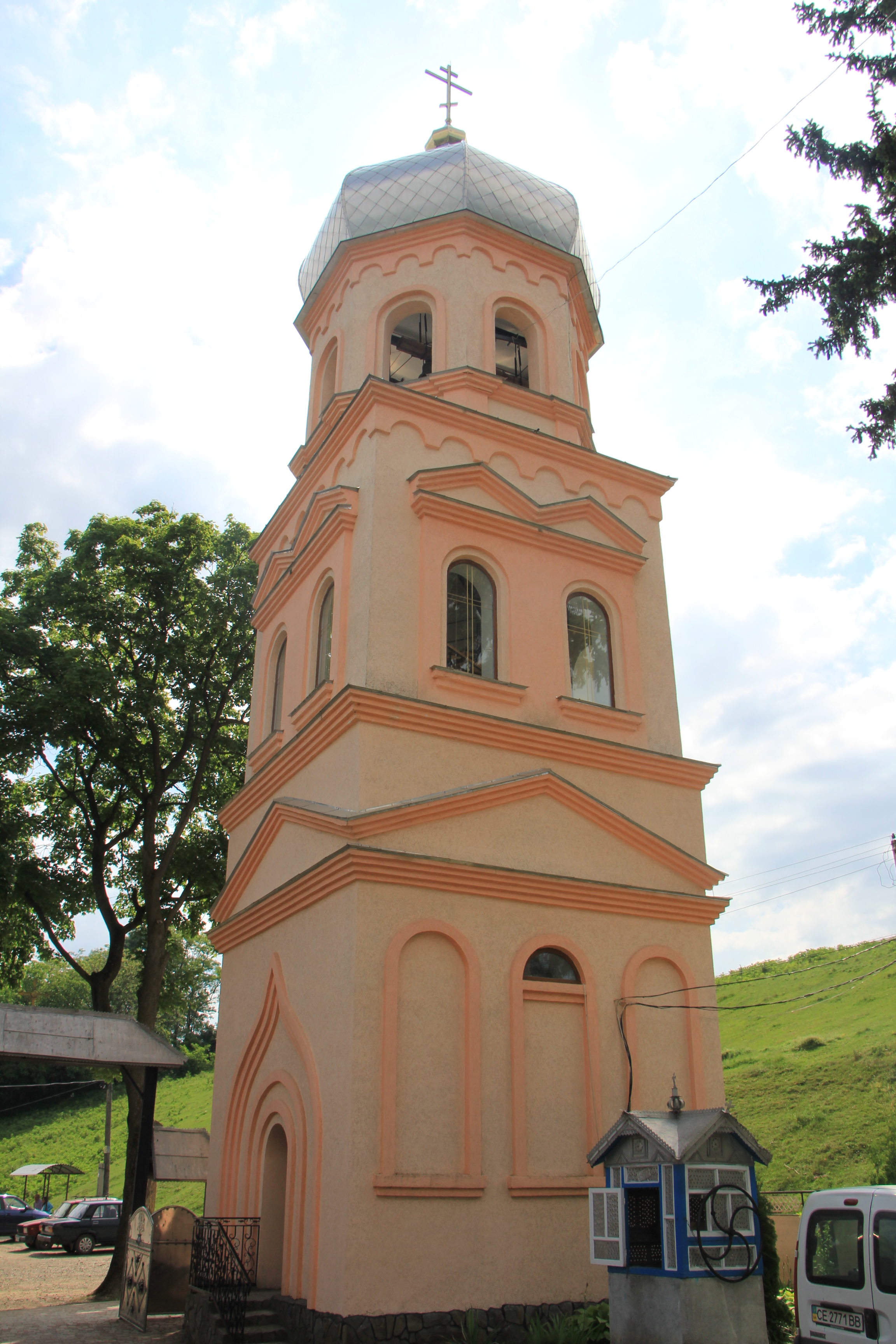
Церква Успіння Пр. Богородиці 1905 в с. Кліводин. Дзвіниця
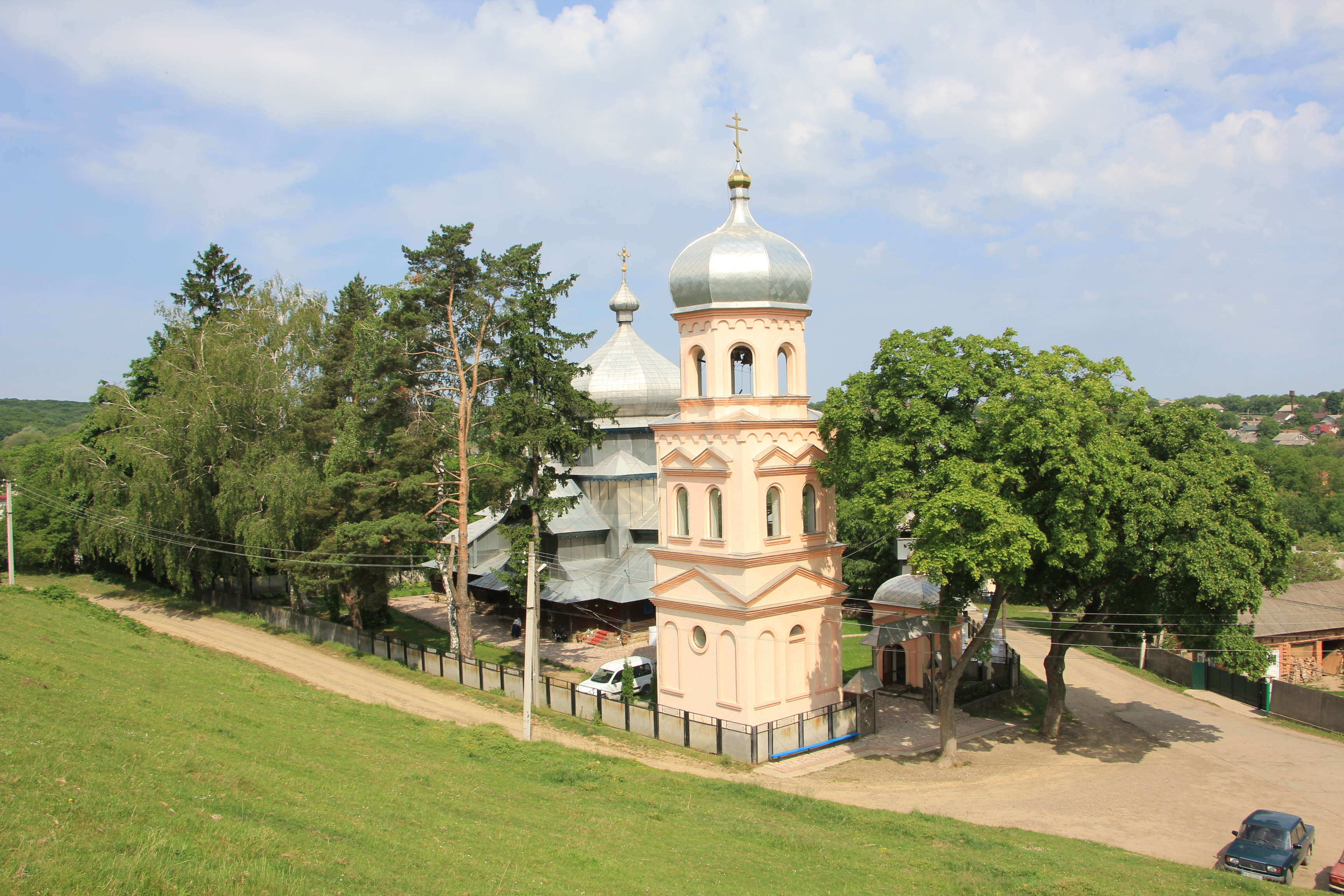
Церква Успіння Пр. Богородиці 1905 в с. Кліводин